# Amy Fraser
Pour les articles homonymes, voir Fraser.
Amy Fraser, née le 29 mars 1995 à Halifax, est une skieuse acrobatique canadienne spécialiste de half-pipe. 

## Carrière
Elle obtient son premier podium dans une épreuve de Coupe du monde le 17 décembre 2022 à Copper Mountain avec une deuxième place,.

## Palmarès

### Coupe du monde
- Meilleur classement en halfpipe : 2e en 2023 et 2024.
- 5 podiums dont 1 victoire.

| Saison / Épreuve | Half-pipe        | Total |
| ---------------- | ---------------- | ----- |
| 2023-2024        | Mammoth Mountain | 1     |
| Total            | 1                | 1     |

### Jeux olympiques
- Épreuve demi-lune: 8e en 2022[3]